# 試写会
試写会（ししゃかい）とは、ある映画について劇場での公開より早く上映会を行うもの。
試写会は大きく分けて二つの形態があり、目的が作品情報の浸透を狙った宣伝なのは同じだが、一つは映画製作会社・配給会社が、映画公開前に映画評論家や新聞の映画記者等、映画ジャーナリズム、文化人等を招待して新聞・雑誌等に批評を掲載し宣伝してもらうケース。この場合は「試写会」とは言わず、「試写室」という言い方もされる。もう一つが一般の観覧希望者をたいていの場合無料で試写会に招待し、参加した者によるいわゆる「口コミ」による宣伝効果、あるいは試写会イベントをマスメディアが取り上げる事による宣伝効果を期待する方法である。いずれも担当するのは映画製作・配給会社とも宣伝部であるが、映画の宣伝業務は多岐にわたり、試写会も含めたパブリシティ展開は、数億円単位の媒体への対応が必要となるため、宣伝会社に委託することもある。

## 一般の観客を集めた試写会
この場合の多くはテレビ局や出版社などのマスコミ関係とスポンサーと配給会社がタイアップされる形で行われる。又、申込者の年齢層、性別、職種などの傾向を分析する事により、広告戦略に反映させる場合もある。2008年公開の滝田洋二郎監督『おくりびと』（松竹）は、映画一般公開日の半年以上前から長期的に試写会を行い、結果的に試写鑑賞者からのクチコミ効果が大きく影響し大ヒット作品となったとされる。1990年頃までは、かなり早い段階で試写会を行い、観客のアンケートを取り、場合によっては映画のタイトルが変わったりすることもあった。試写会の申し込みは、かつてはほぼ郵送のみであった。ネットの急速な発展によりオンライン申し込みも盛んになり、試写会専門サイトも多数存在している。1つの試写会について郵送による申し込みとオンライン申し込みを受け付けている場合、多くの開催者は郵送当選枠とオンライン当選枠を分けている。これはオンライン申込者は郵送費用を負担せず、また、自己情報を登録している専門サイトからの申し込みであれば、cookieにより必要事項を入力する手間が省けるなど、比較的安易な気持ちで申し込みがなされる場合が多く、当選しても試写会に参加しないケースが多発しているからである。1976年から始まった報知映画賞は「報知映画賞・報知特選試写会」を設けた上で、洋・邦画1本ずつ、月2回の試写会を開催し読者を招待。この読者からの投票も選考に反映させたという。

## 映画評論家を集めた試写会
新作映画がひっきりなしに製作・上映された時代ほどでないが、2020年代の今日も映画評論家を集めた試写会は少なからず行われている。こちらは一般の観客は入れない。映画評論家を集めた試写会がいつ頃から始まったのかは分からないが、1990年代までは映画評論家は銀座や築地、新橋の各映画会社の試写室を回っていたという。邦画洋画とも大手の映画製作・配給会社は昔も今も銀座周辺にあり、映画評論家も回りやすかった。白井佳夫によれば、2000年代頃から映画評論家を集めた試写会は少なくなり、以降はDVDが送られて来て、それを大型テレビ受像機で見て、雑誌等に批評を書く形が多いという。
かつては自宅に映画製作・配給会社から試写の招待状が送られてくるようになることが、一人前の映画評論家として斯界に認められた証だった。新作の試写をタダで見る代わりに、その引き換えとしてTVで紹介したり、新聞や雑誌に記事を載せる。新聞・雑誌に記事を書ける映画評論家には、コメント料として邦画大手で1万ー1万5000円程度を支払った。洋画系はほとんどお金は支払われない。映画評論家は映画ファンであるため、誰より早く新作が見られるという基本的な欲求が満たされる以外にメリットはない。淀川長治や小森和子ら個性豊かな名物評論家が、観客動員に影響を及ぼす時代もあった。評論家や映画誌編集者ら限られた人たちの持つ情報や評価は、映画ファンにとって貴重で、どの映画が面白いかを知るために評論家の言葉はすごく重要だった。映画がコンスタントに上映されていた1980年代頃までは、各映画会社側も案内状発送のリストは、評論家A、評論家Bや、興行関係者、映画評論家、映画ジャーナリストという分け方とは別に、それぞれの査定により、ファースト試写、セカンド試写に割り振ることもあり、1984年9月に日本で公開された『スプラッシュ』は試写会を3回しかやらず、一流クラスのジャーナリストしか試写状が送られなかった。試写室にまつわるエピソードは数多い。
東映のヤクザ映画が大流行していた1966年に、大手新聞がヤクザ映画を誌上に取り上げて批判しても、結局東映の宣伝に利用されるだけになると、ヤクザ映画の批評を一切しないという密約を交わしたことがあり、この処置に腹を立てた東映は、「それならヤクザ映画の試写会は一切やらない」と開き直ったことがある。このため東映のヤクザ映画が好きな映画評論家はもとの庶民に戻り、ゼニコを払ってヤクザ映画を見なければならなくなった。東映のヤクザ映画ファンだった三島由紀夫も仕方なく、東映の封切館に足を運び、普通にお金を払って一般客と交じってヤクザ映画を観たという。
淀川長治は『ラスト・ショー』の試写会で滂沱の涙。しばらくトイレから出て来なかった。佐藤重臣は一オクターヴ高い声で「オッホッホ」と急に笑い、初めて聞く人をドキッとさせた。金坂健二は英語の出来る人間しか面白くないくだりでワザとらしく笑い、ヒガまれた。佐藤忠男はつまらない映画は原稿を取り出しその場で手を入れた。昔の映画館は段差が少なく、前の人の座高が高いと頭がスクリーンを隠すことがあったが、若松孝二は前の人が頭を右にやったり左にやったりするので「右か左のどっちかにしろ！」と怒鳴って頭をはたいたことがある。渡辺淳、登川直樹、南博といった本業は大学教授や、池波正太郎、河野基比古といったインテリ層は、試写会でもスーツにネクタイを着用し、ダンディにきめた。朝日新聞に「Q」という匿名で映画評を書いていた津村秀夫は、必ず5分位遅刻してくることで有名だったが、映画評論家の影響力が強い時代では、宣伝部もかなり神経を使っていた。こちらの試写会でも話題作だと満員、立ち見が出ることもあり、反対に不人気映画だとガラガラも珍しくなかった。立ち見が出る状況になると津村用に取ってある席が空くため、「そこ座らせろ」となり、宣伝部と揉める。津村は1972年の日活ロマンポルノ『一条さゆり 濡れた欲情』がキネマ旬報ベスト・テン入りすると「ポルノ風情が評を集めるような雑誌の選考には参加せん！」と息巻いた権威主義者で有名だった。宣伝部の力は強いため、「あの野郎、勝手な批評を書くから、干してやれ」と斎藤正治が試写状の発送を止められたこともある。
一時期まで宣伝担当が試写室のドア前でチェックをしていたため、通常、映画ジャーナリズム以外は潜入不可能だった。段々と下請けの宣伝会社が増え、チェック機能を薄れていったが、一般人は潜入不可能といわれた試写会にいつのまにか潜り込んだ映画少年の中に20世紀FOXの宣伝マンで、角川映画の番頭格だった古澤利夫（藤崎貞利）や、富士映画から角川映画、三協へ移った梶原和男などがいた。
毎回圧倒的に満員になる試写は松竹の「寅さん」。玄人受けする映画はヒットしないとも言われ、試写会の活況と映画のヒットは必ずしも一致しないが、1979年の東陽一監督『もう頬づえはつかない』や1980年の黒澤明監督『影武者』などは、試写会で絶賛され、そのまま大ヒットした。
日本ヘラルドは、1975年の正月映画だった『エマニエル夫人』が多くの女性客を呼び込めたのは、マスメディアが盛んに取り上げてくれたおかげと、マスメディアに敬意を示し、新橋駅前にあった日本ヘラルドの試写室を豪華な椅子に交換した。
このように1970年代半ばまでは、映画評論家や大手新聞の映画記者を優先していたが、テレビの影響力が増すにつれ、映画関係の雑誌に限らず、特集を組んでくれるサブカルチャーを扱う雑誌やTV・ラジオの関係者に見せるという体制に変わってきた。1970年前後の深夜放送では、試写会案内や新作映画を紹介するコーナーなどもあった。
おすぎとピーコは1970年代半ばから試写室に現れるようになった。当時の状況であるため、最初は「何だろう」と宣伝部も胡散臭い目で見た。女性の宣伝マン（ウーマン）と仲良くなり、「キャーッ」とか言って抱きつき、試写の案内状がなくても、どんどん知り合いを増やし、双葉十三郎や、深沢哲也、河原畑寧らにも懐き、面白がられ、やがて顔パスになった。おすぎとピーコがTVに出るようになると宣伝部の態度もコロッと変わり、おすぎとピーコのスケジュールに合わせて早朝あるいは深夜に試写会をやるようになった。TVやラジオの影響力が増すにつれ、おすぎとピーコのようにTVタレントがTVで映画を取り上げてくれた方が、パブリシティが効くため、活字メディアで活躍する映画評論家よりも優先されるようになった。
1970年代後半のSF映画ブームが試写会の人脈をガラリと変えた。石上三登志や小野耕世らとコンタクトがあるSFサークルの会員が試写会に現れるようになると、ことSFに関しては、そこいらの評論家よりは異常に詳しいマニアックな人たちのため自然に幅を利かすようになった。また1976年に『POPEYE』が創刊され、"『POPEYE』風文化"がもてはやされるようになると、海外の映画雑誌の記事を翻訳して日本に紹介する仕事が俄然、マスメディアに受け始めた。同時期に評論など関係なく口数で勝負した吉田真由美や温水ゆかりなど、本業はDJながら、自ら「映画レポーター」という肩書きを名乗る者も出て、この頃から玄人の映画評論家と素人の映画ファンの境界線が曖昧になった。福岡翼は元々は映画評論家だったが、いつのまにか芸能リポーターとして有名になった。
「完成披露試写会」という形で試写会がイベント化し始めたのは1974年の『大地震』あたりからで、この映画の第一の呼び物は、"センサラウンド方式"という大音響が売りで、初めて早朝試写をやった。
「完成披露試写会」はプレミアショー形式で行われ、日本の映画界では製作サイドが、有名人・著名人（大抵は芸能人）を招いて普通の試写会よりやや豪華な雰囲気で催される。その作品をロードショーする予定の劇場で、現在上映中の作品の最終回を打ち切って夕方7時頃から行われることが多い。有名人・著名人は2階の指定席（通称：貴賓席）、映画評論家など、ジャーナリストは1階の通称"貧民席"。上映前に関係者の舞台挨拶があり、キャスト・スタッフが舞台に上がる。上映終了後に帝国ホテル等でパーティがあり、監督が涙ぐんだり、スタッフの慰労会のようになり、本音も聞けて面白く、1978年の『キタキツネ物語』では、ナレーションの岡田英次と蔵原惟繕監督が「あそこを切りたい、ここを手直ししたい」と連発しておヒラキの挨拶後に辻信太郎サンリオ社長がマイクの前に進み出て「心外です」と怒り、会場内が異様な空気に包まれたこともあったという。こうしたプレミアショーの場合は、新宿ゴールデン街の映画関係者の行きつけの店のママが来ることもある。それまでの試写会でのお土産は、映画のポスターなどの宣材が多かったが、サンリオや角川映画などではお土産もどっさり。映画タイトルが刷り込まれるケースが多いが、キティちゃんのノートや便箋、文房具、カバン、Tシャツなど。
1977年の二作目の角川映画『人間の証明』は、多くの映画評論家から酷評され、怒った角川春樹は、特にボロクソに貶した大黒東洋士と白井佳夫の二人を角川関連の試写会から締め出した。この対策として三作目の『野性の証明』以降は、映画評論家や映画ジャーナリズムを映画のロケ（＋接待）に招待し、悪口を書かさない懐柔作戦に出た。
1980年に畑中葉子が日活ロマンポルノに初出演した『愛の白昼夢』の試写会では、それまで日活の試写会に現れたことのない映画評論家まで殺到し、超満員になった。当時、ロマンポルノは一時期ほど人が集まらず、ガラガラになっていたが、畑中の所属する第一プロダクションの関係者が遅れてくるわ、騒がしいわで皆が閉口していたら、重鎮・田山力哉が「静かにしろ！」と怒鳴った。『愛の白昼夢』の後、斉藤信幸監督の『スケバンマフィア恥辱』を上映したら、全員帰った。
にっかつの試写に皆勤したのは、松田政男、田山力哉、桂千穂、山根貞男、山田宏一、斎藤正治、松島利行で、盆、正月映画だけは佐藤忠男、白井佳夫、荻昌弘が姿を見せた。
1980年の東映『二百三高地』には通常の映画人種とは別の日露戦争の生き残りのような高齢者が押し寄せ、映画関係者を驚かせた。上映中に戦局の解説をしたりし、妙に説得力のある試写会であった。
映画評論家の言葉が観客動員に影響を与えた時代は1970年代後半までで、角川映画の抬頭から段々影響力が落ち始め、1983年にフジテレビが手掛けた『南極物語』で決定的になった。フジが『南極物語』で試みたメディアミックスで映画はイベント化した。観客はお祭りに参加するように流行の映画を観に行く、映画は表現物というより消費物としての側面が強くなった。フジが連続テレビドラマ『踊る大捜査線』の劇場版『踊る大捜査線 THE MOVIE』（1998年）を製作する際、当時同局の映画事業部長だった亀山千広プロデューサーはスタッフに「テレビと同じように映画を作ろう。芸術性や作家性をいう前に目の前の人を釘付けにしなきゃダメだ」とテレビマンとしての心得を訓示したという。ネットの普及で一ファンもブログやTwitterで評価を発信し、流れに加われるようになると増々、映画評論家の存在意義も薄れていった。
2012年公開の『悪の教典』では、一般公開前に女子高生限定試写会や、AKB48メンバー限定特別上映会が行われた。AKB48メンバー38人が鑑賞した上映会では、メンバーの大島優子が映画の内容にショックを受けて号泣、イベントを欠席し、自身のブログで「私はこの映画が嫌いです」などと発信し、大きくマスメディアに報じられ絶大な宣伝効果があったが、最初からこういう結果を予想した上での、AKB運営サイドと映画会社側がグルになっての仕込みだったのではないか、と巷で囁かれた。

### レアケース
試写会を劇場でやらず、3分の2に短縮したバージョン特別試写会と称してテレビのWOWOWでやったことがある。1992年10月下旬以降に渋谷東急系で公開が決まっていた武田鉄矢主演の『プロゴルファー織部金次郎』を劇場公開前にテレビで放送するという試みだったが、「オリキン事件」として業界を揺るがした。結局1992年10月4日午後10時15分に予定通りWOWOWで無料放送され、試写会や封切り初日の舞台挨拶を真似て、放映に先立つ15分前に武田鉄矢と財前直見がテレビに出演し、舞台挨拶のような映画の内容を紹介した。